# Horinara
Horinara is een bestuurslaag in het regentschap Flores Timur van de provincie Oost-Nusa Tenggara, Indonesië. Horinara telt 1209 inwoners (volkstelling 2010).